# Elasticitat preu-demanda

L'elasticitat preu de la demanda es deriva del canvi percentual en la quantitat (%ΔQ_{d}) i el canvi percentual en el preu (%ΔP).

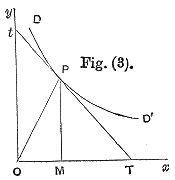
Definició original de Marshall de l’EPD, la relació de PT per a Pt.

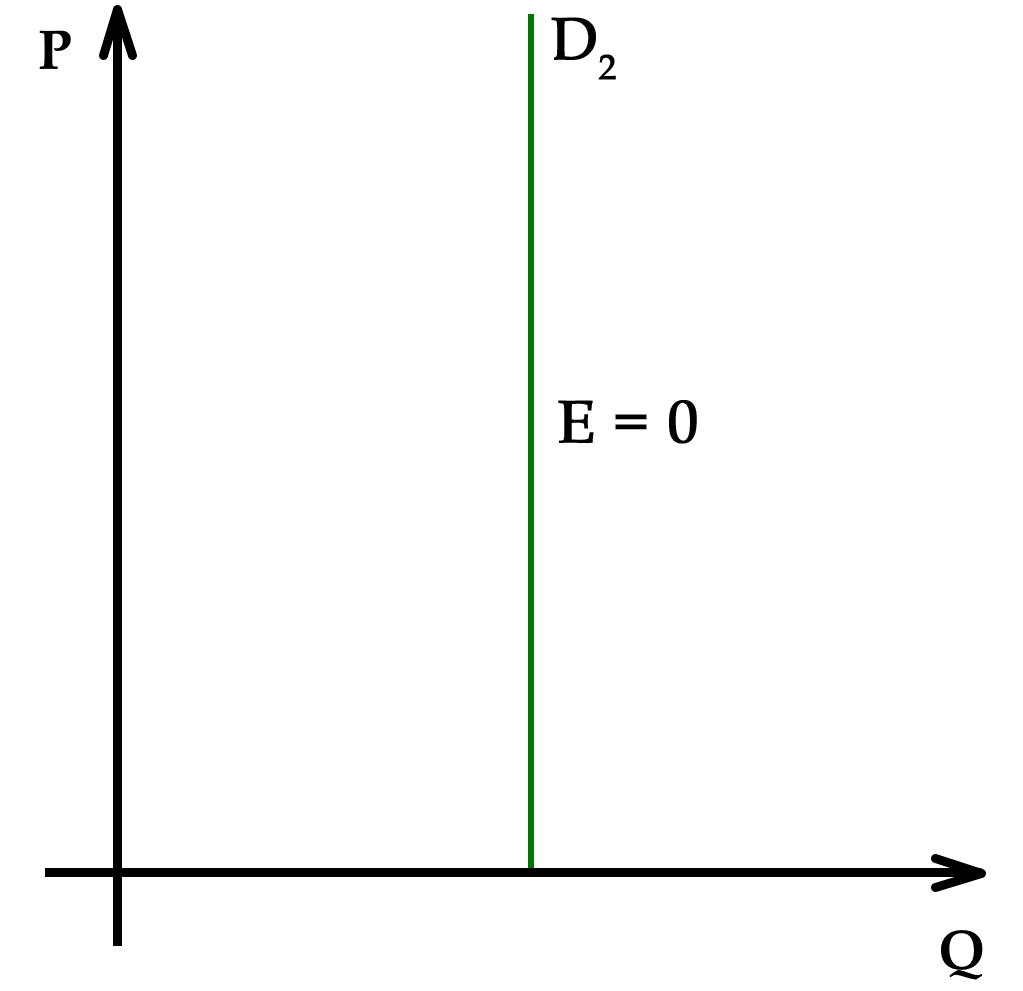
Demanda perfectament inelàstica.

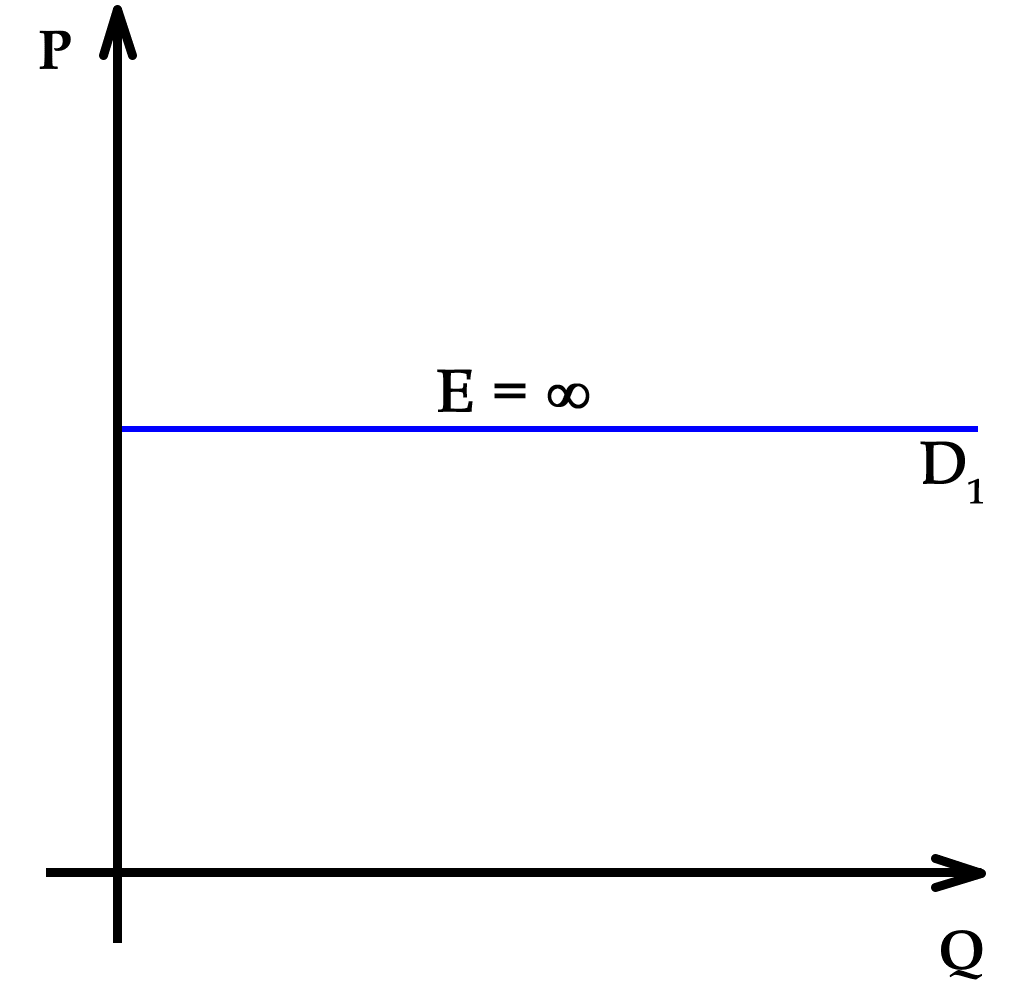
Demanda perfectament elàstica.

En economia, l'elasticitat preu-demanda, elasticitat preu de la demanda, o elasticitat ingressos-consum és la forma de mesurar l'impacte en la variació relativa o el canvi percentual entre la quantitat demanada d'un bé quan hi ha un canvi percentual en els ingressos disponibles per gastar.
Les seves sigles en català i anglès són: EPD, PED, Ep o Ed
És una mesura utilitzada en la ciència de l'economia per a mostrar el grau de resposta, o elasticitat, de la quantitat demandada d’un bé econòmic o un servei econòmic als canvis en el preu de dit bé o servei. Atorga el canvi percentual de la quantitat demandada en relacióa a un canvi percentual en el preu, tot considerant que la resta de determinants de la demanda, com la renda, romanen constants (ceteris paribus). Va ser concebuda per l'economista Alfred Marshall.
Les elasticitats del preu són gairebé sempre negatives. Per això s'anomenen béns atípics els que tenen una EPD positiva: els béns Veblen, Giffen i Akerlof. Només els béns que s'ajusten a la, llei de la demanda, com els de, tenen una EPD positiva. En general, la demanda d’un bé es considera inelàstica (o relativament inelàstica) quan la EPD és menor d’1 (en valor absolut); això ocorre quan els canvis del preu tenen un efecte relativament petit en la quantitat demandada del bé. La demanda d’un bé es considera elàstica (o relativament elàstica) quan el seu EPD és més gran d’1 (també en valor absolut); és a dir, quan els canvis en el preu tenen un efecte relativament gran en la quantitat del bé demandada.
Els ingressos es maximitzen quan el preu es fixa de forma que l’EPD sia igual a 1. L’ EPD d’un bé es fa servir per a predir la incidència (o "càrrega") d’un impost en un bé. Entre els mètodes usats per a determinar l'elasticitat d’un preu, s'inclouen les proves de mercat, anàlisi de vendes històriques i anàlisi de conjunts.

## Definició
L’EPD és una mesura de la sensibilitat (o resposta) de la quantiat demandada d’un bé o servei davant els canvis en el seu preu. La fórmula pel coeficient de l’EPD és:
{\displaystyle E_{p}={\frac {\%\ {\mbox{variació en la quantitat demandada}}}{\%\ {\mbox{variació en el preu}}}}={\frac {\Delta Q_{d}/Q_{d}}{\Delta P/P}}}
Per exemple, si el preu s'incrementa en un 5% i la quantitat demandada decreix en un 5%, aleshores l'elasticitat respecte al preu i la quantitat inicial és igual a −5%/5% = −1. Només els béns de les classes de Veblen i Giffen tenen una elasticitat major de zero.
L’EPD per a un bé no és necessàriament constant i pot variar en diferents punts de la ; corba de la demanda. L'elasticitat no és el mateix que el pendent de la corba de la demanda. En segon lloc, els canvis percentuals no són simètrics. Per exemple si la quantitat demandada augmenta de 10 a 15 unitats, el canvi percentual és del 50%. Però si la quantitat demandada decreix de 15 a 10 unitats, el canvi percentual és de -33,3%.
Dues mesures alternatives de l'elasticitat eviten o minimitzen aquestes deficiències de la fórmula bàsica de l'elasticitat: l’ elasticitat preu punt (on es minimitza les diferències entre els preus d’inici i final i les quantitats) i l'elasticitat arc(que evita els problemes de la simetria) :
{\displaystyle E_{p}={\frac {\frac {P_{1}+P_{2}}{2}}{\frac {Q_{d_{1}}+Q_{d_{2}}}{2}}}\times {\frac {\Delta Q_{d}}{\Delta P}}={\frac {P_{1}+P_{2}}{Q_{d_{1}}+Q_{d_{2}}}}\times {\frac {\Delta Q_{d}}{\Delta P}}}